# 고양 봉성암 전성능대사부도
고양 봉성암 전성능대사부도(高陽 奉聖庵 傳性能大師浮屠)는 대한민국 경기도 고양시 봉성암에 있는 승탑이다. 2003년 9월 4일 경기도의 유형문화재 제188호로 지정되었다.

## 개요
부도탑의 구조는 4개의 판석을 짜맞춘 方形 地臺石위에 방형 하대석과 중대석, 팔각모양의 상대석이 안치되었다. 그 위로 팔각의 탑신석 팔각의 옥개석, 상륜부로 구성되어 있다. 팔각의 옥개석 일부는 현재 파괴되어 있으며 전체규모는 280cm에 이른다.
탑의 기단부 앞에는 74×70×59cm의 불규칙한 육면체 석재가 놓여져 있는데 부도탑에서 떨어져 나온 것으로 추정되고 있다. 현재의 부도탑은 6.25당시 폭격으로 일부 파괴된 것을 복원한 것인데 완전한 상태는 아니며 탑신부의 부재는 소실된 상태이다.

## 같이 보기
- 봉성암

## 참고 문헌
- 고양봉성암전성능대사부도 - 국가유산청 국가유산포털